# عامل (مهنة)

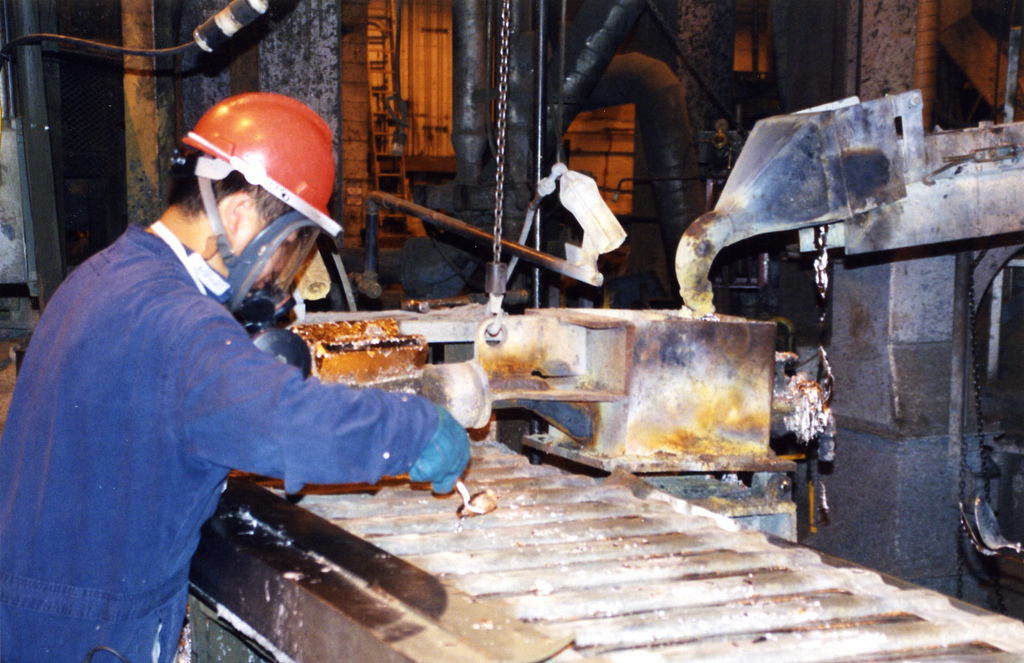
عامل يعمل في المصنع

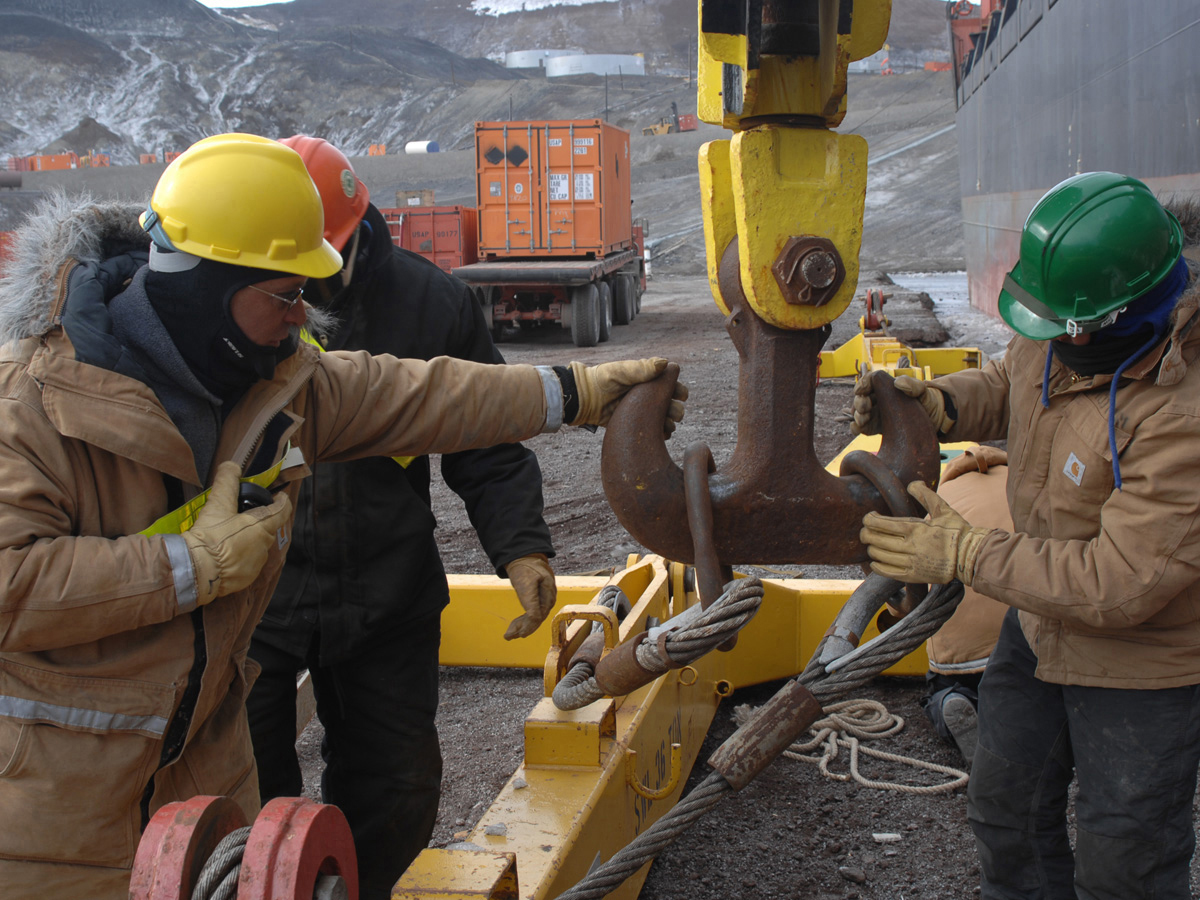
مجموعة عمال في موقع عمل

العامل هو الشخص الذي يعمل ويؤدي نشاط يدوي ويأخذ عادة أجراً مادياً أو معنوياً على عملهِ في المنشأة أو المشروع الاقتصادي، نظير خدماته المهنية في المشروع. وهو أحد عناصر أو عوامل الإنتاج في المشروع أو المنشأة الاقتصادية.
وعادة ما يلبس العمال ملابس خاصة للعمل وتكون في الأغلب زرقاء اللون، وتختلف ألوانها حسب طبيعة العمل وخطورته وعلى النقيض من ذلك، يقوم العامل ذو الملابس الرسمية من بدلة أو ثياب بيضاء بعمل في بيئة مكتبية أو شركة، وقد يترتب عليه الجلوس على آلة حاسوب أو الطبع على آلة كاتبة أو كتابة وتحرير مقال في مكتب.
ولقد تمت الإشارة إلى العامل بالملابس الزرقاء في إشارة إلى المهن الصناعية في عام 1924م لأول مرة في صحيفة أيوا.
وهناك نوع آخر من العمال هو عامل الخدمة الذي يرتبط عمله بالتفاعل مع العملاء أو الترفيه أو المبيعات أو غيرها من الخدمات الموجهة نحو العمل.
وفي بعض الدول يحضر تشغيل العمال الذين دون سن 18 سنة، بينما توضع شروط بالنسبة لتشغيل الأفراد ما بين 15 و18 سنة، وتكون هذه الشروط بالحصول على رخصة من الأبوين أو ولي الأمر، ويشترط عدم تشغيلهم في الأشغال الشاقة، كما تُنظم لهم استراحة اسبوعية، ويعطى لهم الحق في أخذ الإجازة في العطلة السنوية وأيام الأعياد الوطنية والدينية، وكذلك أيام العطلات المرتبطة بحالات وفاة أحد الأقارب.
وتوجد تقسيمات لأصناف العاملين تستند إلى مقاييس اقتصادية وتميز بين العمال المنتجين من غير المنتجين، أو أولئك الذين يؤدون عملا نافعا لكنه غير إنتاجي، مثل العاملين في مجال التسويق والإدارة والتداول والخدمات الأخرى.
وللعمال عطلة سنوية تسمى يوْمُ العمّال أو عيد العمّال وهو احتفال يقام في أول اثنين من شهر أيلول /سبتمبر من كل عام، ويعتبر عطلة رسميّة في كلّ من الولايات المتّحدة الأمريكيّة وكندا تكريمًا لطبقة العمَّال، ويحتفل به في باقي العالم في أوَّل أيار /مايو من كلِّ عام.